# 朴東完
朴 東完(朝鮮語: 박동완、1885年12月27日 - 1941年2月23日)は 韓国のメソジスト牧師・独立運動家。本貫は咸陽朴氏。雅名は槿谷。

## 生涯
京畿道楊平郡楊西面道谷里または京畿道抱川市の比較的富裕な朴淳馨の末息子に生まれて近代教育の恩恵を受けながら育った。五歳の時まで漢文を学び、小学校に入学、その後漢城中学校を経て漢城外国語学校で英語を専攻してから1911年学校が閉鎖されると培材学堂大学部に転入した。培材学堂在学中プロテスタントに入門した。貞洞第一教会のメソジスト教会伝道師として働きながらメソジスト教会と長老派教会が一緒に設立した基督교신보사書記及び《基督新報》(1915年12月7日創刊)編集委員を務めた。その頃朝鮮中央YMCA委員などで活動した。
1919年2月下旬朴熙道の勧誘で三・一運動に参加し、2月27日に開かれた基督交界代表者会議で民族代表33人の一人に選定された。3・1運動には貞洞第一教会の牧師李弼柱とともに民族代表33人で参加した。この事件で逮捕して保安法及び出版法違反懲役2年刑を宣告されて服役した。彼の年は当時35歳で、朴熙道・李甲成・金昌俊と一緒に青年代表格であった。
出所後には新幹会の幹事を引き受け、《基督新報》主筆、《新生命》主幹として言論事業に主に携わった。1925年4月《新生命》が廃刊されると興業クラブ組織に参加した。その後政治方面で活動してから1927年1月李商在・安在鴻と一緒に新幹会発起人で参加して本部常任幹事を引き受けた。
1927年12月9日中国満州に居住する韓人が中国官憲から帰化を強いられ迫害を受けると在満同胞擁護同盟結成に参加して、中央常務執行委員に任命された。その後1928年1月奉天省と吉林省一帯を回って在満同胞の状況を察した。
1928年中盤ハワイ州に派遣され、現地のオアフ島で12年間牧師を務めつつ《韓人基督教報》を創刊するなど牧会活動をしながら教会敷設、ハングル学校を拡張して韓国の歴史と文化を教えた。
1941年初、病気にかかり、同年2月23日死んだ。翌月に死体が韓国に帰って来て、咸台永牧師の元で忘憂里共同墓地に鞍された。大韓民国政府は1962年建国勲章大統領章を追贈したし、1966年現在の国立大田燎忠園愛国志士墓地へ改葬された。
3・1運動以後日本と同じ時間を使わないために時計を30分先送りして使うほどに反日意識が強かったという逸話がある。